# Ettore Irfrè
Ettore Irfrè (Mola di Bari, 29 d'octubre 1821 - Bari, 6 d'octubre de 1877) fou un tenor italià. Era el pseudònim anagramàtic de Giovanni Ferri.
Va cantar als teatres més importants d'Itàlia, França, Espanya, Rússia i els Estats Units, entre altres països, on va rebre elogis i honors. Va cantar per darrera vegada el 1879 a Bari en una òpera de Piccinini al Teatro Piccinni.
Va actuar diverses vegades al Gran Teatre del Liceu de Barcelona.